# Curtain Call: The Hits
Curtain Call: The Hits é um álbum dos maiores hits do rapper americano Eminem, foi lançado em 6 de dezembro de 2005 em parceria com as gravadoras Aftermath, Interscope e Shady. O álbum contém suas canções mais populares, além de quatro novas faixas, uma versão ao vivo de "Stan" feat. Elton John e três canções inéditas, "Fack", "Shake That" feat. Nate Dogg e "When I'm Gone". A edição especial também foi lançada, que incluiu um segundo CD, chamado "Stan's Mixtape", que incluía uma seleção de faixas menos conhecidas.
| Críticas profissionais                                                      | Críticas profissionais |
| Avaliações da crítica                                                       | Avaliações da crítica  |
| Fonte                                                                       | Avaliação              |
| --------------------------------------------------------------------------- | ---------------------- |
| Allmusic                                                                    | [ 1 ]                  |
| Entertainment.ie                                                            | [ 2 ]                  |
| Pitchfork                                                                   | (6.9/10)               |
| PopMatters                                                                  | (7/10)                 |
| Rolling Stone                                                               | [ 5 ]                  |
| Esta tabela precisa de ser acompanhada por texto em prosa. Consulte o guia. |                        |

## História
O álbum estreou em #1 na parada de álbuns britânica UK Albums Chart após dois dias de vendas, de forma semelhante ao seu álbum anterior Encore. O livreto do álbum contém imagens de toda a carreira de Eminem, incluindo o desempenho no Grammy Awards de 2001 com Elton John, uma foto do grupo D12, uma imagem do vídeo de "Superman", a capa de The Marshall Mathers LP, e imagens anteriormente apresentadas nos livretos de seus álbuns anteriores.
Uma "versão limpa" do álbum também está disponível. Ela remove tanto "Intro" e "Fack" e move "My Name Is" para a faixa um. As faixas parecem exatamente como elas apareceram nas versões limpas de seus respectivos álbuns. Faixas como "The Way I Am" e "Stan" tiveram as palavras "shit" e "ass" removidas.

## Lista de faixas
| N.º | Título                              | Produtor                | Duração |  |
| 1.  | "Intro"                             |                         | 0:34    |  |
| 2.  | "Fack"                              | Eminem                  | 3:26    |  |
| 3.  | "The Way I Am"                      | Eminem                  | 4:51    |  |
| 4.  | "My Name Is"                        | Dr. Dre                 | 4:29    |  |
| 5.  | "Stan" (feat. Dido)                 | The 45 King             | 6:44    |  |
| 6.  | "Lose Yourself"                     | Eminem                  | 5:26    |  |
| 7.  | "Shake That" (feat. Nate Dogg)      | Eminem                  | 4:34    |  |
| 8.  | "Sing for the Moment"               | Eminem                  | 5:40    |  |
| 9.  | "Without Me"                        | Eminem                  | 4:51    |  |
| 10. | "Like Toy Soldiers"                 | Eminem                  | 4:56    |  |
| 11. | "The Real Slim Shady"               | Dr. Dre & Mel-Man       | 4:45    |  |
| 12. | "Mockingbird"                       | Eminem                  | 4:11    |  |
| 13. | "Guilty Conscience" (feat. Dr. Dre) | Dr. Dre & Eminem        | 3:20    |  |
| 14. | "Cleanin' Out My Closet"            | Eminem & J. Bass        | 4:59    |  |
| 15. | "Just Lose It"                      | Dr. Dre & Mike Elizondo | 4:09    |  |
| 16. | "When I'm Gone"                     | Eminem                  | 4:41    |  |
| 17. | "Stan" (ao vivo feat. Elton John)   | The Recording Academy   | 6:20    |  |

## Créditos
- Jeff Bass – baixo, guitarra, teclados
- Karin Catt – fotografia
- Larry Chatman – coordenador de projeto
- Lindsay Collins – coordenador de estúdio
- Tom Coster, Jr. – teclados
- DJ Head – programador de bateria
- Dr. Dre – produtor, mixagem
- Mike Elizondo – baixo, guitarra, teclados, produtor
- Eminem – produtor, produtor executivo, programador de bateria, mixagem
- The 45 King & Louie – produtor
- Marti Frederiksen – engenheiro
- Brian "Big Bass" Gardener – masterização
- Scott Hays – engenheiro assistente
- Richard "Segal" Herredia – engenheiro
- Mauricio Iragorri – engenheiro
- Ben Jost – engenheiro assistente
- Rouble Kapoor – engenheiro assistente
- Steven King – baixo, guitarra, engenheiro, mixagem
- Anthony Mandler – fotografia
- Jonathan Mannion – fotografia
- Joe Perry Project – solo instrumental
- Kirdis Postelle – coordenador de projeto
- Luis Resto – teclados, programação, produtor
- Tom Rounds – engenheiro assistente
- Les Scurry – coordenador de produção
- Mike Sroka – engenheiro assistente
- Urban Kris – engenheiro assistente
- Nitin Vadukul – fotografia

## Posições nas paradas

### Álbum
| Ano  | Tabela                                    | Posição |
| ---- | ----------------------------------------- | ------- |
| 2005 | Australian Recording Industry Association | 1       |
| 2005 | Billboard 200                             | 1       |
| 2005 | Irish Recorded Music Association          | 1       |
| 2006 | Australian Recording Industry Association | 1       |
| 2006 | Verdens Gang                              | 2       |

### Singles
| Ano  | Canção          | Parada musical    | Parada musical                   | Parada musical |                   |                 |         |
| Ano  | Canção          | Billboard Hot 100 | Hot R&B/Hip-Hop Singles & Tracks | Hot Rap Tracks | Top 40 Mainstream | Rhythmic Top 40 | Pop 100 |
| 2005 | "When I'm Gone" | #8                | #96                              | #22            | #13               | #18             | #7      |
| 2006 | "Shake That"    | #6                | -                                | #11            | #13               | #8              | #6      |